# 호수밭쥐
호수밭쥐 또는 중국물밭쥐(Microtus limnophilus)는 밭쥐속에 속하는 설치류의 일종이다. 중국과 몽골에서 발견된다.

## 특징
중국물밭쥐는 꼬리 길이 3.2~4.4cm를 제외한 몸길이가 8.8~11.8cm이다. 뒷발 길이는 20~21mm, 귀 길이는 13~14mm이다. 몸의 등 쪽 털은 뚜렷한 노란색을 띠지만 털 각각은 모근 쪽은 회색을 털 끝은 연한 노랑이다. 배 쪽은 회백색이다.

## 분포
중국 중부 지역과 몽골에서 발견된다. 분포 지역은 쓰촨성 북쪽부터 칭하이성과 간쑤성을 거쳐 산시성 남쪽까지 펼쳐져 있다. 닝샤 후이족 자치구에서 발견되기도 한다. 몽골 지역은 대 호수 저지대과 중가리아 지역, 알타이-고비 사막 횡단 지대이다.